# Sala (Cesenatico)
Sala è una frazione del comune di Cesenatico, in provincia di Forlì-Cesena.

## Geografia
È situata in pianura, a 6 km a sud di Cesenatico. A nord dell'abitato scorre il torrente Pisciatello.

## Storia

### Età romana
Nei secoli anteriori al Mille, la zona compresa fra Cervia Cesena e Rimini si presentava come un'area incolta caratterizzata da grandi boscaglie e paludi malsane. Lungo la via Popilia, che congiungeva Rimini e Ravenna, si trovava il centro romano di Ad Novas. L'origine del nome Sala ha due possibile ipotesi: la prima vede un territorio acquitrinoso con elementi salini, la seconda è legata al nome di un piccolo e morbido fusto palustre usato per fabbricare ceste e sgabelli.

### Medioevo
La prima notizia del toponimo risale al 1001 quando l'imperatore Ottone III concesse al monastero di San Apollinare in Classe la villa e la corte di Sala. Nel 1181 vi fu una controversia importante tra Rimini e Cesena; i riminesi espugnarono il castello di Bulgaria, obbligando la guarnigione a retrocedere sul ponte del Pisciatello.

### Età moderna
Intorno alla fine del trecento iniziarono a farsi fitti i piccoli insediamenti nel cesenate, ma di Sala non vi era ancora alcuna traccia. Il 27 febbraio del 1584 il mons. vescovo Gualialdi firmò una bolla per l'erezione della parrocchia di Santa Maria del Rosario e così nacque Sala. La parrocchia comprendeva: Sala, Vetreta, Albarazzo, Pavirano, Bagnarola, Torre, Villalta e Capo D'argine. Il primo parroco di Sala fu don Maurizio Selvaggiani. Nel 1585 le famiglie erano 101 (690 persone).

### Età contemporanea
La popolazione di Sala alla fine dell'Ottocento era di 1 208 abitanti (167 concentrati nel borgo). Fra il 1909 e il 1911 fu ricostruita la chiesa, che era diventata inagibile.
Nel 1903, 14 soci fondatori sottoscrissero l'atto costitutivo della cassa Rurale. Tra questi figurarono due sacerdoti: il parroco don Giuseppe Biondi ed il cappellano don Giuseppe Gasperini.
Il 1919 fu l'anno in cui il movimento cattolico italiano riuscì a darsi una organizzazione politica autonoma con la fondazione del partito Popolare Italiano ed a Sala il promotore fu don Amedeo. I socialisti avevano dato vita a una cooperativa di braccianti che nel periodo del raccolto raccoglievano parte del grano della zona. 
Si diffusero anche le azioni di squadrismo fascista, che colpirono anche don Biondi. Con l'inizio del regime fascista don Marchi (fondatore del gruppo del piccolo clero) vi si oppose pubblicamente, e successivamente fu processato dal tribunale di Forlì e minacciato di essere inviato al confino per propaganda.
Nel 1938 fu fondata l'associazione femminile cattolica condotta da Angelina Pirini, nata a Sala il 30 marzo 1922, figlia di Luigi e di Dina Savini, prima di quattro sorelle. Finita la quinta elementare lavorò da apprendista sarta fino al 1937; nel 1934 iniziò la sua vita spirituale, nel 1936 fece il primo voto di verginità, e nel 1938 il voto definitivo e morì il 2 ottobre 1940.
Nel settembre 1944 con l'avanzata degli Alleati verso Cesena e Cesenatico, a Sala arrivarono le prime granate ed anche la chiesa fu colpita. Il 18 ottobre 1944 i nazisti lasciarono il paese che fu occupato dagli Alleati. 
Il 2 ottobre 1950 furono conclusi i lavori di ricostruzione della chiesa, iniziati nel 1937. Nel 1982 (14 novembre) fu inaugurato il monumento ai caduti nel parchetto della chiesa. Angelina Pirini è stata proclamata serva di Dio nel 1985) e le è stata dedicata una piazza nel paese.

## Monumenti e luoghi d'interesse
- Chiesa di Santa Maria del Rosario
- Casa di Angelina Pirini

## Cultura

### Istruzione
Sono presenti due scuole dell'infanzia, una pubblica l'altra parrocchiale, e una scuola  primaria pubblica. L'edificio scolastico fu costruito a metà dell'Ottocento come casa estiva dei marchesi Romagnoli.

### Teatro
È presente il Teatro Letizia, in attività dagli anni '50, gestito dalla parrocchia.

## Economia
Sono presenti diverse attività commerciali e una consistente produzione agricola. La frazione è stata sede di un istituto bancario autonomo, la Banca di Credito Cooperativo di Sala di Cesenatico, fondato nel 1903 ed operativo fino al 2017, quando dalla sua unione con Banca Romagna Est si è formato l'istituto Romagna Banca.